# Itinéraire complémentaire 1 (Portugal)
Pour les articles homonymes, voir IC1 (homonymie).
L'IC1 est une voie rapide sans profil autoroutier divisée en deux tronçons:
- Le contournement ouest de Alcácer do Sal d'une longueur de 9 km

Voir le tracé du contournement sur GoogleMaps
- São Bartolomeu de Messines -  d'une longueur de 16 km

Voir le tracé du tronçon sur GoogleMaps
Le reste de l'itinéraire séparant Marateca à l'Algarve n'est pas en profil de voie rapide.

## État des tronçons
| Tronçon                         | État (2011) | km |
| ------------------------------- | ----------- | -- |
| Contournement de Alcácer do Sal | En service  | 9  |
| São Bartolomeu de Messines -    | En service  | 16 |

## Capacité
| Section                    | Capacité | Longueur |
| -------------------------- | -------- | -------- |
| Voie rapide portugaise IC1 |          | 25 km    |

## Itinéraire

### Contournement de Alcácer do Sal
| Sorties | Villes                 |
| ------- | ---------------------- |
|         | Direction Lisbonne IC1 |
| Sortie  | Lisbonne Grândola      |
| Sortie  | Alcácer do Sal-Nord    |
| Sortie  | Alcácer do Sal-Centre  |
| Sortie  | Bairro da Quintinha    |
| Sortie  | Alcácer do Sal-Sud     |
|         | Direction Grândola IC1 |

### São Bartolomeu de Messines - A22
| Sorties | Villes                     |
| ------- | -------------------------- |
|         | Direction Ourique IC1      |
| Sortie  | São Bartolomeu de Messines |
| Sortie  | Tunes                      |
|         | Portimão Faro              |
|         | Guia N 125 Albufeira N 125 |